# Iuri Tavares
Iuri António Teixeira Tavares (Lisbona, 8 marzo 2001) è un calciatore capoverdiano con cittadinanza portoghese, attaccante del Varaždin.

## Carriera

### Club
Ha percorso tutta la trafila delle giovanili nel Benfica, con cui ha firmato il primo contratto professionistico il 4 giugno 2018. Nel gennaio del 2019 è passato in prestito per sei mesi al Belenenses e nell'estate del 2020 è stato acquistato a titolo definitivo dal Vitória Guimarães. Assegnato alla squadra B, ha fatto il suo esordio in prima squadra il 21 novembre 2021 nel secondo tempo dell'incontro di Taça de Portugal perso 3-2 contro il Moreirense. Nell'estate del 2022 è stato acquistato dall'Estoril Praia dove non ha tuttavia disputato alcun incontro ufficiale.
Il 31 gennaio 2023 ha firmato con la seconda squadra del Charlotte FC, il  Crown Legacy FC, dove ha trascorso una stagione in MLS Next Pro realizzando 12 reti in 27 partite. Il 20 febbraio dell'anno successivo è stato promosso in prima squadra e cinque giorni dopo ha debuttato in MLS nell'incontro vinto 1-0 contro il New York City. Il 3 marzo ha segnato il primo gol con il club nordcaroliniano il 3 marzo seguente nel pareggio per 1-1 contro il Vancouver Whitecaps.

### Nazionale
Ha giocato nella nazionale capoverdiana Under-19.
Ha debuttato con la nazionale maggiore il 28 marzo 2022 nell'amichevole vinta 2-0 contro San Marino.

## Statistiche

### Presenze e reti nei club
Statistiche aggiornate al 6 gennaio 2025.
| Stagione        | Squadra             | Campionato      | Campionato | Campionato | Coppe nazionali | Coppe nazionali | Coppe nazionali | Coppe continentali | Coppe continentali | Coppe continentali | Altre coppe | Altre coppe | Altre coppe | Totale | Totale | Totale |
| Stagione        | Squadra             | Comp            | Pres       | Reti       | Comp            | Pres            | Reti            | Comp               | Pres               | Reti               | Comp        | Pres        | Reti        | Pres   | Reti   |        |
| --------------- | ------------------- | --------------- | ---------- | ---------- | --------------- | --------------- | --------------- | ------------------ | ------------------ | ------------------ | ----------- | ----------- | ----------- | ------ | ------ | ------ |
| 2021-2022       | Vitória Guimarães B | TL              | 11         | 1          | -               | -               | -               | -                  | -                  | -                  | -           | -           | -           | 11     | 1      |        |
| 2021-2022       | Vitória Guimarães   | PL              | 0          | 0          | CP+CdL          | 1+0             | 0               | -                  | -                  | -                  | -           | -           | -           | 1      | 0      |        |
| 2022-gen. 2023  | Estoril Praia       | PL              | 0          | 0          | CP+CdL          | 0               | 0               | -                  | -                  | -                  | -           | -           | -           | 0      | 0      |        |
| 2023            | Crown Legacy FC     | MNP             | 27         | 12         | USCup           | 0               | -               | -                  | -                  | -                  | -           | -           | 27          | 12     |        |        |
| 2024            | Charlotte FC        | MLS             | 30         | 3          | USCup           | 0               | 0               | -                  | -                  | -                  | LC          | 2           | 0           | 32     | 3      |        |
| Totale carriera | Totale carriera     | Totale carriera | 68         | 16         |                 | 1               | 0               |                    | -                  | -                  |             | 2           | 0           | 71     | 16     |        |

### Cronologia presenze e reti in nazionale
| Cronologia completa delle presenze e delle reti in nazionale ― Capo Verde | Cronologia completa delle presenze e delle reti in nazionale ― Capo Verde | Cronologia completa delle presenze e delle reti in nazionale ― Capo Verde | Cronologia completa delle presenze e delle reti in nazionale ― Capo Verde | Cronologia completa delle presenze e delle reti in nazionale ― Capo Verde | Cronologia completa delle presenze e delle reti in nazionale ― Capo Verde | Cronologia completa delle presenze e delle reti in nazionale ― Capo Verde | Cronologia completa delle presenze e delle reti in nazionale ― Capo Verde |
| Data                                                                      | Città                                                                     | In casa                                                                   | Risultato                                                                 | Ospiti                                                                    | Competizione                                                              | Reti                                                                      | Note                                                                      |
| ------------------------------------------------------------------------- | ------------------------------------------------------------------------- | ------------------------------------------------------------------------- | ------------------------------------------------------------------------- | ------------------------------------------------------------------------- | ------------------------------------------------------------------------- | ------------------------------------------------------------------------- | ------------------------------------------------------------------------- |
| 28-3-2022                                                                 | San Pedro del Pinatar                                                     | San Marino                                                                | 0 – 2                                                                     | Capo Verde                                                                | Amichevole                                                                | -                                                                         | 63’                                                                       |
| Totale                                                                    |                                                                           | Presenze                                                                  | 1                                                                         |                                                                           | Reti                                                                      | 0                                                                         |                                                                           |